# Pinopona minuta
Pinopona minuta är en insektsart som beskrevs av Chandrasekhara A. Viraktamath och Sohi 1998. Pinopona minuta ingår i släktet Pinopona och familjen dvärgstritar. Inga underarter finns listade i Catalogue of Life.